# Baureihe ET 89
Baureihe ET 89 – normalnotorowy wagon elektryczny, zaprojektowany w 1926 roku i wyprodukowany w zakładach Linke-Hofmann-Werke we Wrocławiu  we współpracy z firmami Waggon- und Maschinenbau w Görlitz oraz Siemens-Schuckertwerke (część elektryczna) w roku 1927 w liczbie 11 sztuk z przeznaczeniem dla obsługi ruchu pasażerskiego na liniach kolejowych w Karkonoszach, głównie na linii Jelenia Góra - Szklarska Poręba - Kořenov.
Łącznie wyprodukowano 11 sztuk, które otrzymały numery ET 89 01 - 11.

## Eksploatacja
W krótkim czasie od ich dostarczenia pojazdy te stały się niezwykle popularne zarówno wśród turystów, jak i personelu kolejowego, szybko uzyskując przydomek Rübezahl (pol. Liczyrzepa). Od 1934 jednostki te obsługiwały również ruch na linii Riesengebirgsbahn z Jeleniej Góry przez Mysłakowice do Karpacza. 
Na trasie Jelenia Góra - Szklarska Poręba jednostki te eksploatowane były wraz ze specjalnie zbudowanymi (w liczbie 40 szt.) wagonami doczepnymi. Standardowy skład składał się z 2 wagonów silnikowych oraz 8 dwuosiowych wagonów doczepnych. Na odcinku Szklarska Poręba Huta - Kořenov z uwagi na niską frekwencję podróżnych kursował zazwyczaj pojedynczy wagon silnikowy.
Wiosną 1945 roku trzy pojazdy skierowano do Bawarii, gdzie jednostkę ET 89 04 poddano generalnemu remontowi, po którym wrócił do służby, trwającej do 1959 roku.
Pozostałe jednostki, które znalazły się po 1945 na terytorium Polski, zostały pozbawione wyposażenia elektrycznego, a po kilku latach złomowane.

## Dane techniczne
Pojazdy wykonane zostały ze stali nierdzewnej. Transformator o mocy 500 kVA umieszczono w specjalnej komorze centralnie w przedziale pasażerskim. Regulacja napięcia silników trakcyjnych odbywała się za pomocą 10 styczników elektromagnetycznych znajdujących się po stronie uzwojenia wtórnego transformatora trakcyjnego. Na dachu zamontowano dwa standardowe pantograf typu SBS 9. Początkowo wyłącznik szybki zamontowany był na dachu, w późniejszym okresie został przeniesiony do wnętrza pojazdu i umieszczony w pobliżu transformatora.

## Malowanie
Pierwotnie wagony malowane były w kolorze zielonym. Począwszy od 1933 roku wagony tego typu malowano w kolorach kości słoniowej oraz czerwonym.

## Literatura
- Horst J. Obermayer "Triebwagen", w "Deutsche Eisenbahnen", Franckh-Kosmos Verlag Stuttgart 1990, s. 91, ISBN 3-89350-819-8